# 平村 (宮城県)
平村（たいらむら）江戸期～明治22年（1889年）まで宮城県刈田郡にあった村。現在の白石市越河平にあたる。
古井沢屋敷（現在の越河平古井沢）の阿部和泉の子孫が肝煎りを代々世襲していた。